# Song Myeong-Seob
Song Myeong-Seob (29 de junio de 1984) es un deportista surcoreano que compitió en taekwondo.
Participó en los Juegos Olímpicos de Atenas 2004, obteniendo una medalla de bronce en la categoría de –68 kg. En los Juegos Asiáticos de 2006 consiguió una medalla de oro.
Ganó dos medallas en el Campeonato Mundial de Taekwondo en los años 2005 y 2007.

## Palmarés internacional
| Juegos Olímpicos   | Juegos Olímpicos | Juegos Olímpicos  | Juegos Olímpicos |
| Año                | Lugar            | Medalla           | Categoría        |
| ------------------ | ---------------- | ----------------- | ---------------- |
| 2004               | Atenas (Grecia)  | Medalla de bronce | –68 kg           |
| Campeonato Mundial |                  |                   |                  |
| Año                | Lugar            | Medalla           | Categoría        |
| 2005               | Madrid (España)  | Medalla de plata  | –67 kg           |
| 2007               | Pekín (China)    | Medalla de bronce | –67 kg           |
| Juegos Asiáticos   |                  |                   |                  |
| Año                | Lugar            | Medalla           | Categoría        |
| 2006               | Doha (Catar)     | Medalla de oro    | –67 kg           |